# Cosmianthemum guangxiense
Cosmianthemum guangxiense är en akantusväxtart som beskrevs av Hsien Shui Lo och D. Fang. Cosmianthemum guangxiense ingår i släktet Cosmianthemum och familjen akantusväxter. Inga underarter finns listade i Catalogue of Life.